# 李清 (立委)
李清（1925年—1974年6月2日）。布特哈部巴彥旗人。民國39年（1950年）在蒙古呼倫貝爾部遞補當選第一屆立法委員。

## 生平[1][2]
- 北平市立女子第二中學校畢業
- 北平中國大學畢業
- 中國國民黨黑龍江蒙旗婦女運動委員會委員
- 興安省政府參議
- 蒙藏委員會顧問
- 民國39年，遞補蒙古呼倫貝爾部立法委員[3]
- 民國63年6月2日病逝[4]